# Wacław Zaykowski
Wacław Zaykowski (ur. 25 września 1875 w Warszawie, zm. 16 listopada 1941 tamże) – polski ogrodnik-planista.

## Życiorys
Urodził się w Warszawie 25 września 1875, miał brata Stanisława, który został architektem. Ukończył Instytut Pomologiczny w Prószkowie k/Opola. Pracował jako kierownik ogrodu botanicznego przy Uniwersytecie w Dorpacie, trzy lata pracował w Ministerstwie Oświaty w Moskwie oraz w firmie Alfred Frenzl w Niemczech. Brał udział w aranżacji parku Skaryszewskiego. Wraz z bratem Stanisławem wygrali konkurs na zagospodarowanie stacji doświadczalnej Mory pod Warszawą dla Towarzystwa Ogrodniczego Warzawskiego. W 1913 został wspólnie ze Stanisławem Brzóską współkierującym czasopisma "Przegląd Pszczelniczo-Ogrodniczy", które wychodziło do wybuchu I wojny światowej.
W latach 1919–21 pracował jako inspektor w Ministerstwie Rolnictwa i Majątków Publicznych i miał w swojej opiece jako kierownik Łazienki Królewskie i ogród w Belwederze.
Wspólnie z Walerianem Kronenbergiem i Teodorem Chrząńskim prowadził Biuro Techniczno-Nawadniające „Plan-Garden”.
Był członkiem, założonego w 1925, Towarzystwa Opieki Ogrodów Szkolnych.
Zmarł 16 listopada 1941 w Warszawie.

## Wybrane dzieła
- Projekt zagospodarowania terenu stacji doświadczalnej Mory pod Warszawą (1913),
- Projekt na ogród w szkole im. K. Szlenkiera w Warszawie (1914),
- projekt ogrodu szkolnego przy Seminarium Nauczycielskim im. E. Orzeszkowej w Warszawie (ok. 1920),
- projekt terenu wokół 7-klasowej szkoły powszechnej w Puszczy Mariańskiej (Las Mariański) (1923),
- Międzyszkolny Ogród Przyrodniczy w Łowiczu (1933),
- Projekt parku H. Sienkiewicza w Łowiczu (1924),
- Projekt nadwiślańskiego obszaru „Plantacje Kościuszkowskie”,
- Pierwsza nagroda na projekt Parku Ludowego w Łodzi,
- projekt zagospodarowania terenu dla Instytutu Wychowania Fizycznego Bielany (1928).